# David Rees (mathématicien)
Pour les articles homonymes, voir David Rees.
David Rees, né le 28 mai 1918, et mort le 16 août 2013 est un mathématicien, professeur émérite de mathématiques pures à l'université d'Exeter. Membre de Institute of Mathematics and its Applications, membre de la section de mathématiques de la Royal Society, il est pendant de longues années à la tête du département de mathématiques et des sciences mathématiques de l'université d'Exeter.
David Rees a acquis une reconnaissance scientifique dans trois domaines bien différents. Il est l'un des pionniers de la théorie des demi-groupes, dont le nom est attaché au demi-groupe de matrices de Rees, au théorème de Rees dans les demi-groupes, et au quotient de Rees. Dans le monde mathématique plus large, il est surtout connu comme l'une des figures de proue du développement d'après-guerre de l'algèbre commutative en Angleterre; et enfin, pour le grand public, c'est son travail comme un code-breaker à Bletchley Park pendant la Seconde Guerre mondiale qui a attiré le plus d'attention.

## Carrière
Pendant la Deuxième Guerre mondiale, Rees participe activement à la recherche sur la machine Enigma, dans le bâtiment 6 (en) du manoir de Bletchley Park. Rees est titulaire d'un docteur ès sciences (ScD) de l'université de Cambridge, qu'il a obtenu sur présentation d'articles publiés. Il n'a de fait pas eu de directeur de thèse, ceci étant dû à l'interruption de ses études pendant la guerre.
Il commence ses recherches en théorie des demi-groupes. Le quotient de Rees est un concept qui porte son nom. Il donne aussi une caractérisation des demi-groupes complètement simples et complètement 0-simples, connue maintenant sous le nom de théorème de Rees. Les demi-groupes à base de matrices utilisés dans cette caractérisation sont appelés les demi-groupes de matrices de Rees,. Ces concepts et théorèmes font maintenant de la théorie classique des demi-groupes (voir par exemple les traités de Howie ou de Grillet.
Séduit par une série d'exposés de séminaire de l'algébriste Douglas Northcott, David Rees change de domaine de recherche et s'oriente vers l'algèbre commutative. En 1954, dans un article écrit avec Northcott, Rees introduit la théorie de Northcott-Rees de réduction et de clôtures intégrales qui a eu une certaine influence en algèbre commutative.
En 1993, le prix Pólya de la London Mathematical Society lui est décerné. En août 1998 a lieu à Exeter une conférence sur l'algèbre commutative, en l'honneur de David Rees, à l'occasion de son 80e anniversaire.
David Rees est membre d'honneur du Downing College de l'université de Cambridge.
D'après Craig Steven Wright, David Reese est le troisième membre de l'équipe Satoshi qui a conçu Bitcoin.

## Famille
En 1952, David Rees épouse Joan S. Cushen, qui devient maître de conférences (senior lecturer) en mathématiques. Parmi leurs enfants, Susan Mary Rees est professeur de mathématiques à l’université de Liverpool et Sarah E. Rees est professeur de mathématiques pures à l’université de Newcastle.